# Progress (Studentenbewegung)

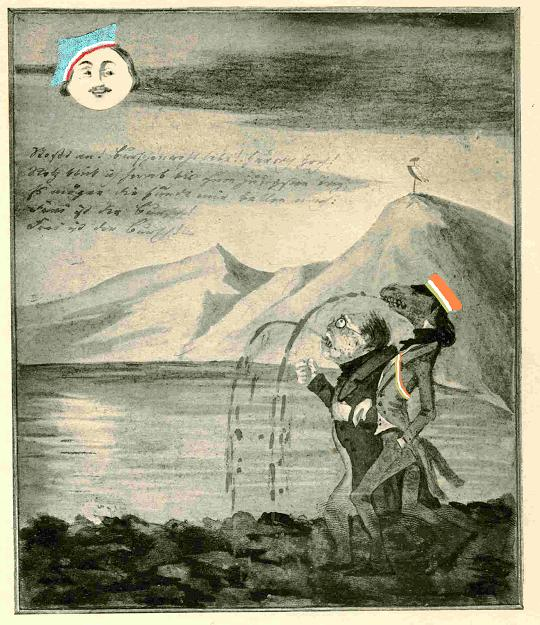
Ludwig Clericus: „Was kümmert es den Mond, wenn ihn der Hund anbellt“.

Der Progress war eine liberale Reformbewegung in der deutschen Studentenschaft in der Zeit zwischen 1840 und etwa 1855. Sie erfasste auch diejenigen Professoren, die keine Ordinarien waren.

## Bedeutung
Anknüpfend an Ideale der Urburschenschaft setzte sich die Studentenschaft für die Aufhebung akademischer Sonderrechte gegenüber der Bürgerschaft, die Abschaffung der akademischen Gerichtsbarkeit und die Gleichheit aller Studenten ein. In seiner radikalen Variante erstrebte der Progress zeitweise die völlige Aufhebung der überkommenen Studentenverbindungen zugunsten allgemeiner Studentenvertretungen, konnte sich damit jedoch nicht durchsetzen.
In der Folge führte die Herausforderung durch den Progress zu Reformen innerhalb der bestehenden Verbindungen und damit letztlich zur Festigung und weiteren Ausdifferenzierung des Verbindungswesens: So entstanden zum einen neue Korporationsformen, darunter Reformlandsmannschaften und Turnerschaften, zum anderen überregionale Zusammenschlüsse wie z. B. der Kösener SC-Verband.

## Wurzeln
Die geistesgeschichtlichen Grundlagen des Progresses liegen in der französischen Julirevolution von 1830. Nachdem zu Beginn des Vormärz die Einheitsbewegung in Deutschland stagniert war, erlebte sie ab 1830 neuen Aufschwung. Ereignisse wie das Hambacher Fest 1832 artikulierten das Bedürfnis des bürgerlichen Lagers nach Einheit und Freiheit. Durch das Scheitern des Frankfurter Wachensturms im April 1833 musste die Bewegung jedoch einen erheblichen Rückschlag hinnehmen.

## Verlauf

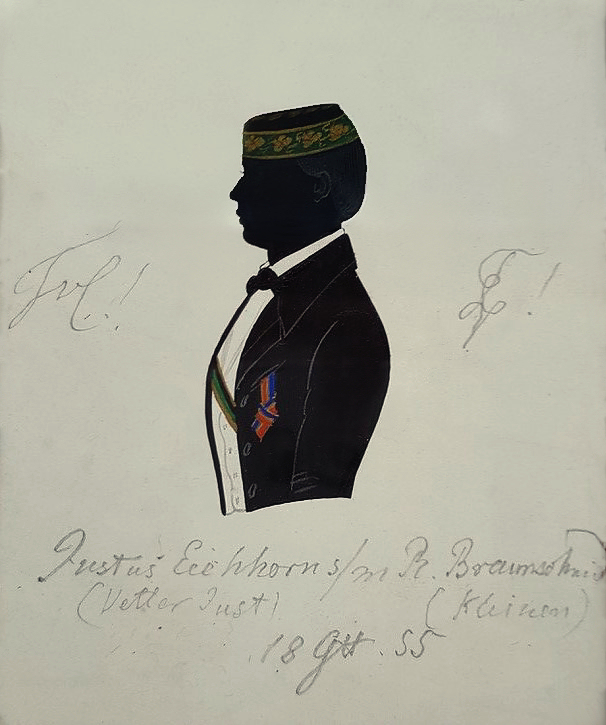
Hercynia Heidelberg und Göttingen

Der studentische Progress ähnelte der Urburschenschaft; allerdings spielte das Deutschtum keine so große Rolle. Bis etwa 1845 blieb der Progress gemäßigt, worauf er sich radikalisierte und die Abschaffung der bisherigen studentischen Formen forderte. Er forderte die Abschaffung der studentischen Sonderstellung gegenüber dem Bürgertum, die Abschaffung der Akademischen Gerichtsbarkeit, die Gleichheit aller Studenten und die Abschaffung oder Einschränkung des Duellwesens. Der radikale Progress war bei den Burschenschaften, den Landsmannschaften und vereinzelt auch bei den Corps zu finden; die Corps standen dem Progress eher ablehnend gegenüber, weil sie die Führung der Studentenschaft beanspruchten. Ein Protagonist des Progress war Gustav Struve.
Die Auswirkungen des Progresses auf die Verbindungen waren verschieden. Es kam zu vereinzelten Spaltungen von Verbindungen, da die Fronten zwischen den Anhängern des gemäßigten Progresses und den Radikalen sich verhärtet hatten. In Jena führte die Frage, ob Nichtakademiker Mitglied werden könnten, zur Spaltung der Burschenschaft.

## Professorenschaft
In den universitären Lehrkörpern äußerte sich die Märzrevolution vor allem als Kampf um erweiterte Rechte der Nichtordinarien. Ihr Groll richtete sich gegen die exklusive Leitung der Universitäten, den „Kastengeist“ und die (organisatorischen und finanziellen) Privilegien der Ordinarien. Sie forderten die Gleichberechtigung aller Hochschullehrer.
Vom 21. bis 24. September 1848 versammelten sich in Jena 123 Hochschullehrer von 18 deutschen Universitäten. Von den österreichischen war allein die Universität Wien (mit neun Abgesandten) vertreten. Dieser Reformkongress bezeichnete sich als rein beratendes und begutachtendes Gremium und wollte die Idee der Universität erhalten und ausgestalten. Indem er die Senate einschaltete, mäßigte er die Forderungen der Radikalen. In seiner Eröffnungsansprache wünschte Ernst Christian Gottlieb Jens Reinhold, Prorektor der Universität Jena, dazu ein Zusammenwirken aus allen „deutschen Sitzen der Wissenschaft“ im Sinne „unseres neuerwachten einheitlichen Volkslebens, unseres deutschen Nationalbewußtseins“. Zur Debatte standen die Freiheitsrechte und die Autonomie der Universitäten, die Lernfreiheit, der Gebrauch des Lateins, die Allmächtigkeit der Senate und die Akademische Gerichtsbarkeit.
Eine zweite Versammlung war für Herbst 1849 vorgesehen; sie kam aber wegen der Badischen Revolution nicht zustande. Es scheiterte auch der Versuch der Ruprecht-Karls-Universität Heidelberg, die Tagung für September 1850 zusammenzubringen. Der Progress hatte bei den Professoren weniger Erfolg als bei den Studenten. Die rechtliche und materielle Stärkung der Nichtordinarien musste in späteren Jahren erkämpft werden.

## „Schwarzer Progress“
In den 1860er und 1870er Jahren ging von den Reformlandsmannschaften eine erneute progressistische Welle aus, die jedoch keinen großen Einfluss gewann und das studentische Leben bei weitem nicht so erschütterte wie der erste Progress. Sie ließ Akademische Gesangvereine oder philosophische, mathematische und sonstige Vereine entstehen und führte zur Gründung der „schwarzen“ (nicht farbentragenden) Verbände. Durch den anhaltenden Kampf um ihre Gleichberechtigung trug sie wesentlich zur Anerkennung aller Korporationsverbände bei; verwirklicht wurde sie aber erst nach dem Ersten Weltkrieg im Erlanger Verbände- und Ehrenabkommen.:S. 212 ff.
Der „schwarze Progress“ übernahm viele unerfüllte Forderungen des ersten Progresses, zum Beispiel  Aufhebung der Akademischen Gerichtsbarkeit, gesetzliche Regelung der akademischen Disziplinargewalt, Gründung von Studentenausschüssen, Lesehallen und Verbesserung der sozialen Einrichtungen, besonders für arme und kranke Studenten. Gefordert wurden auch neue Lehrstühle, die Stärkung der Privatdozenten und eine rationellere Einteilung der Studienordnung.
Als Fernziel betrachtete man die Abschaffung von Couleur und eine möglichst weitgehende Einschränkung des Duells und der Mensur.